# Aravalligebirge
Das Aravalligebirge ist ein vielfach unterteilter Gebirgszug in Nordwestindien. Er verläuft in nahezu parallelen Streifen über knapp 600 km in Südwest-Nordost-Richtung vom äußersten Norden des Bundesstaates Gujarat durch ganz Rajasthan bis nach Haryana, wo er allmählich ins Gangesbecken übergeht.

## Geologie
Die Geologie des Aravalligebirges (Aravalli Mountain Range) besteht im Wesentlichen aus einem Grundgebirge und orogenen Gürteln (Orogenic belts). Die Entwicklung kann bis ins Archaikum zurückverfolgt werden. Das Aravalligebirge ist heute ein erodiertes Rumpfgebirge und eines der ältesten Faltengebirge des indischen Subkontinents. Es bildet einen geologischen Horst, welcher sich über ca. 700 km Länge und einer Breite bis zu 150 km in Südwest-Nordost-Richtung von den Bundesstaaten Gujarat im Süden durch ganz Rajasthan bis nach Haryana nahe Delhi im Norden erstreckt, wo er allmählich in die Gangesebene übergeht. 
Das Grundgebirge wird vom archaischen Bhilwara Gneissic Complex gebildet. Auf ihm entwickelte sich der Aravalli-Delhi-Faltengürtel (Aravalli Delhi Fold Belt), bestehend aus dem Aravalli-Faltengürtel und dem Delhi-Faltengürtel. Deren Evolution begann mit Grabenbruch-/Ozeanbodenspreizungssystemen und Subduktionsprozessen, Inselbogenkomplexe und Kollision des Bhilwara Gneissic Complexes mit den Bundelkand-Kraton. Zwischen 2200 und 2100 mya bildeten sich Becken, in denen die Aravalli-Supergruppe sedimentiert. Diese Becken schlossen sich von 1900 bis 1800 mya wieder mit Auffaltung des Aravalli-Faltengürtels. Weitere Riftsysteme entstanden von 1.700 bis 1.500 mya, in denen die Delhi-Supergruppe entstand. Um 1100 mya schlossen sich diese Rifts, wodurch der Delhi-Faltengürtel gebildet wurde. Postorogene magmatische Ereigneten sich bis vor ca. 680 Millionen Jahren.
Diese Entwicklungen können zeitlich den Superkontinenten Columbia und Rodinia zugeordnet werden.

## Geographie
Die Gebirgsbildung des Aravalligebirges fand vor etwa zwei Milliarden Jahren im Proterozoikum statt. Das stark zerklüftete Gebirge wird in zwei Untergruppen unterteilt: im Süden liegen die höheren Sambhar-Sirohi-Hills, im Norden die in Einzelberge zersplitterten, flacheren Sambhar-Khetri-Hills. Geologisch gesehen ist es ein Rest des ältesten Faltengebirges des indischen Subkontinents. Nur wenige Gipfel sind höher als 1000 m; die höchste Erhebung ist der 1722 m hohe Guru Shikhar nahe der ca. 1150 Meter hoch gelegenen Stadt Mount Abu. Außerdem stellt das Aravalligebirge die Klima- und Wasserscheide zwischen der Wüste Thar im Westen sowie den östlich und südöstlich gelegenen, fruchtbareren Ebenen Rajasthans dar.

### Seen und Flüsse
Das Aravalligebirge ist durchsetzt von kleineren, meist vor Jahrhunderten angelegten künstlichen Seen (z. B. Nakki Lake, Pichola Lake, Pushkar Lake, Man Sagar Lake), die in früheren Zeiten die Trinkwasserversorgung gewährleisteten. Größere Flüsse gibt es Im Bergland nicht (lediglich der Sabarmati-River entspringt im Distrikt Udaipur, fließt aber später durch die Ebenen des südlichen Rajasthan und von Gujarat); Bäche bilden sich nur in der Monsunzeit (Juli bis Oktober), wenn das Wasser an den Bergflanken herabfließt, wo es jedoch zum größten Teil versickert oder verdunstet.

### Städte
Prägend ist das Aravalligebirge für den indischen Bundesstaat Rajasthan: Während bis ins 15./16. Jahrhundert die meisten Bergforts auf seinen Gipfeln erbaut wurden, so entstanden in der Folgezeit nahezu alle größeren Städte im Osten Rajasthans (Jaipur, Udaipur, Jodhpur, Chittorgarh, Kota, Bundi) in den Tallagen. Die Städte der Shekhawati-Region im Nordosten Rajasthans sind nur noch in geringem Maß von den Aravalli-Bergen geprägt.

### Bergbau
Da das Aravalligebirge reich an Bodenschätzen ist, wird in ihm mehrfach Bergbau betrieben, auch illegal. Dies trägt zur Erosion der Berge bei, was wiederum die Ausbreitung der Wüste Thar beschleunigt und die Wasserversorgung Rajasthans gefährdet.

## Kultur
Das Aravalligebirge ist reich an Kulturschätzen: Zu erwähnen sind neben den zahlreichen Bergforts und Palästen der Rajputenfürsten die Jain-Tempel von Ranakpur, Mount Abu und Achalgarh. Mittelalterliche Hindu-Tempel sind im Fort von Chittorgarh sowie bei Nagda und Eklingji zu finden; der Pushkar Lake bei Ajmer gilt als eines der bedeutendsten Hindu-Heiligtümer Indiens.

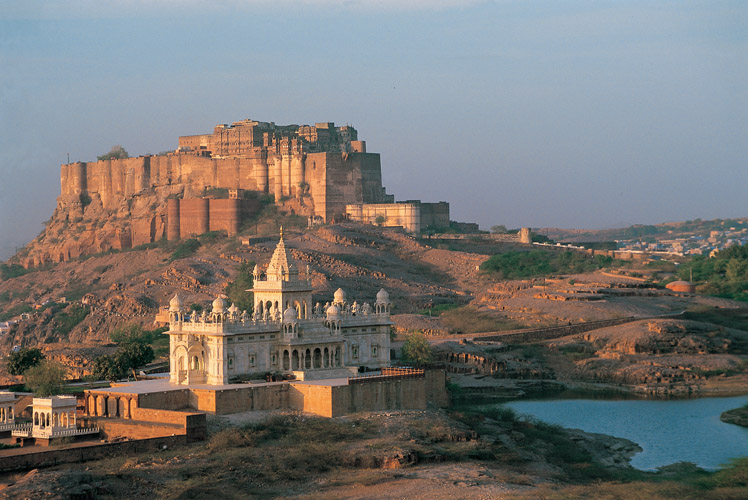
Meherangarh-Fort, Jodhpur
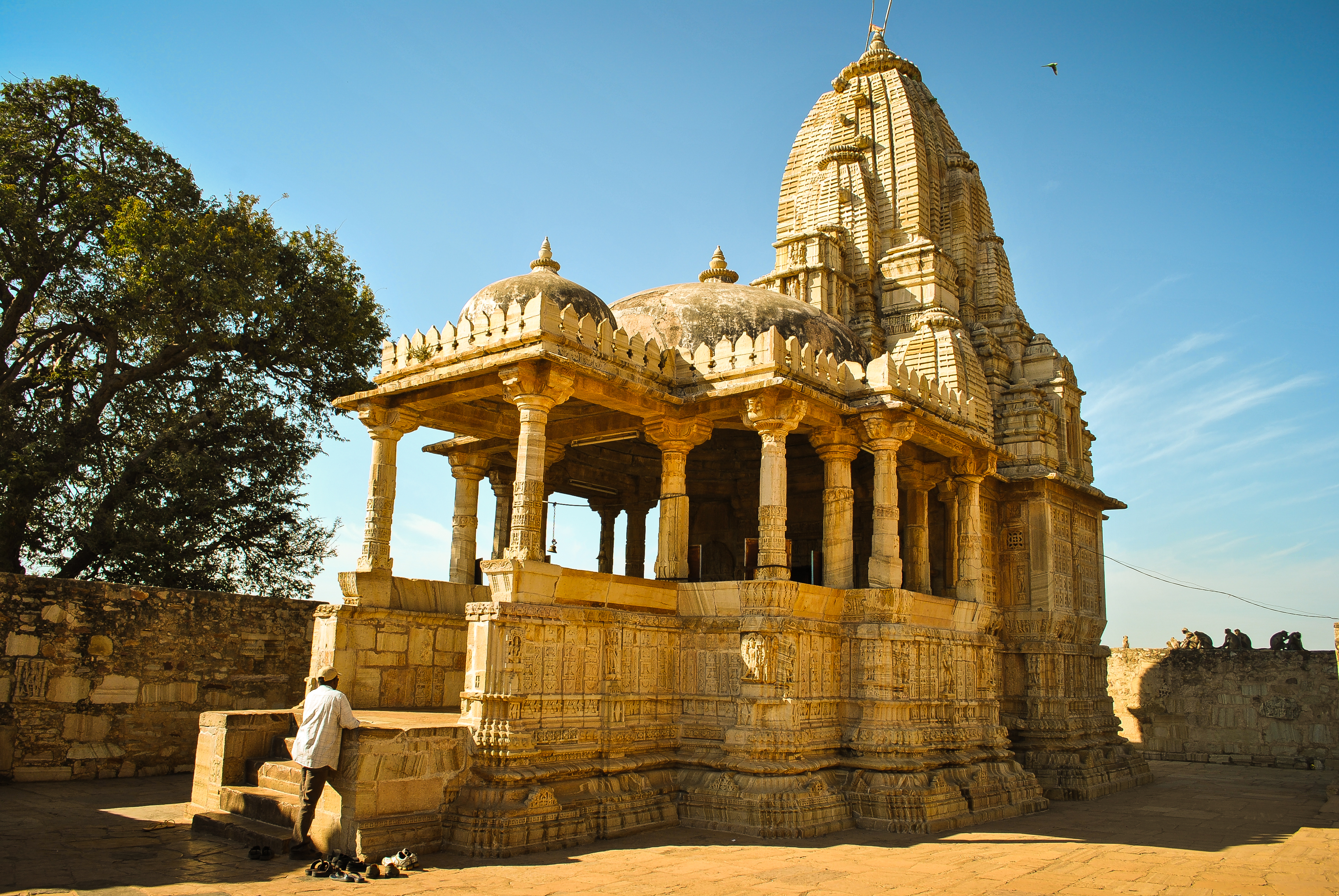
Tempel im Chittorgarh Fort
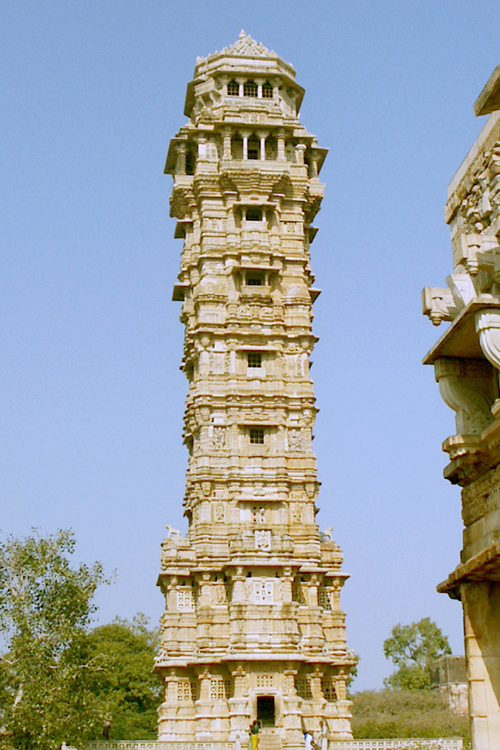
Siegesturm im Chittorgarh Fort
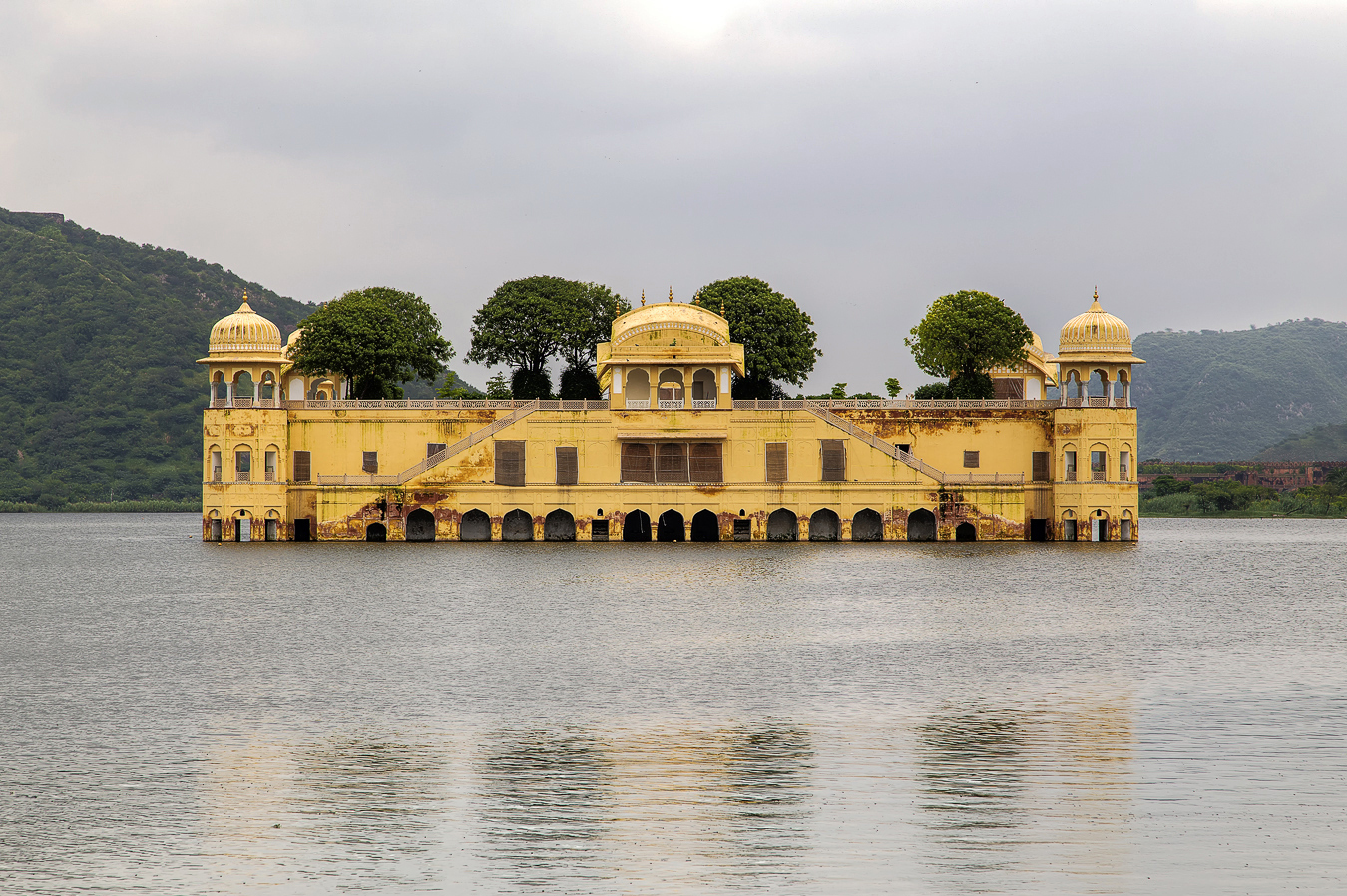
Man Sagar Lake und Jal Mahal bei Jaipur
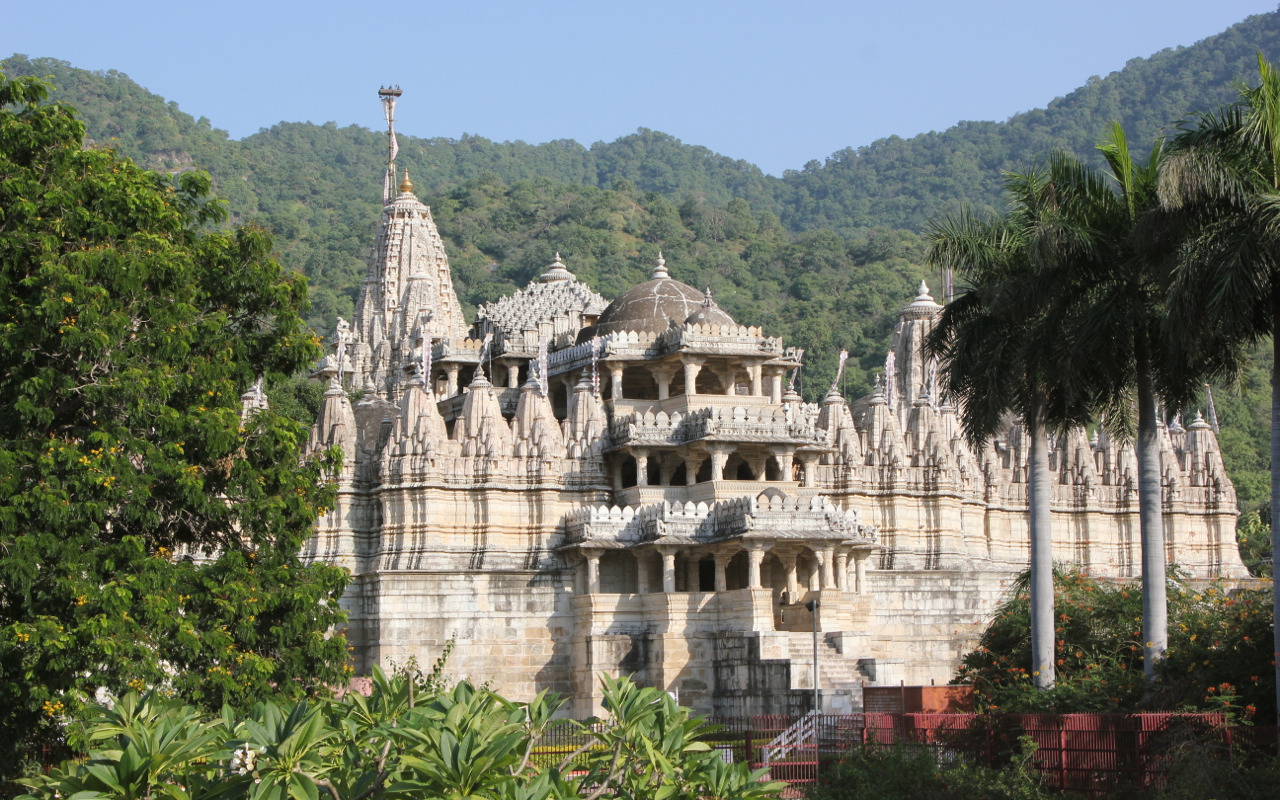
Adinath-Tempel in Ranakpur
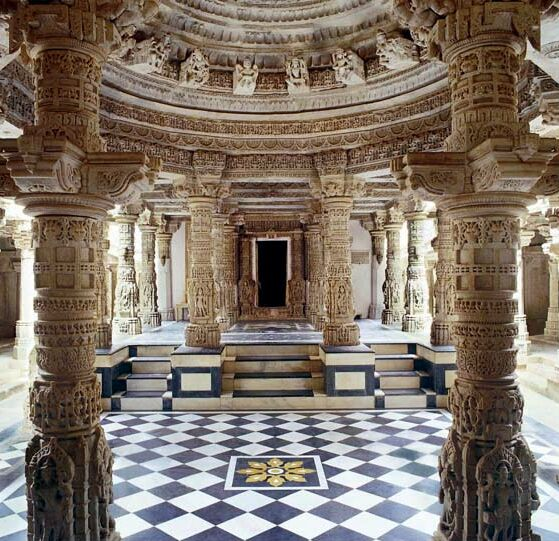
Dilwara-Tempel bei Mount Abu